# Клан Рамсей

Нашоломник клану Рамсей.

Герб вождів клану Рамсей.

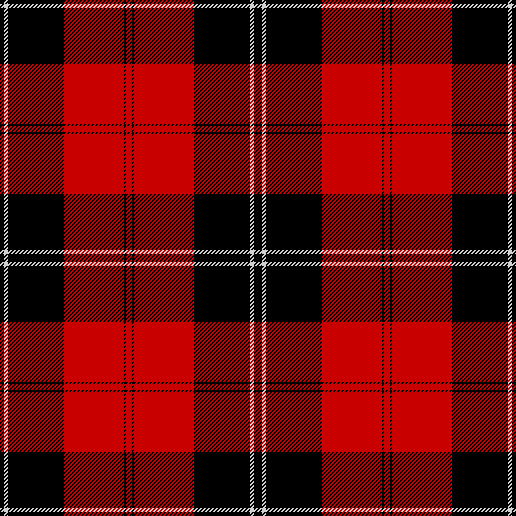
Тартан клану Рамсей.

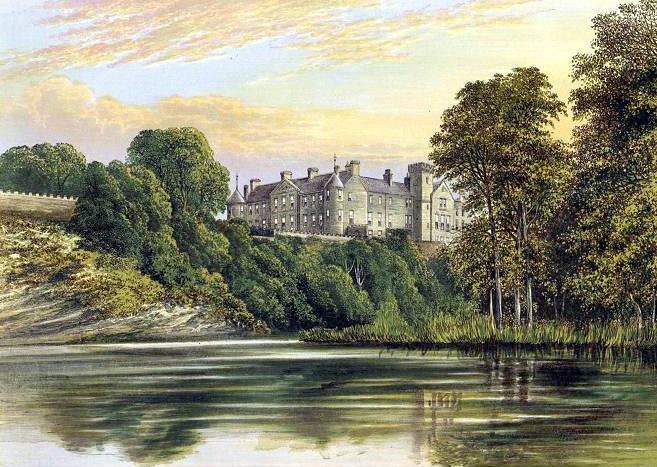
Замок Брехін. Малюнок 1880 року.

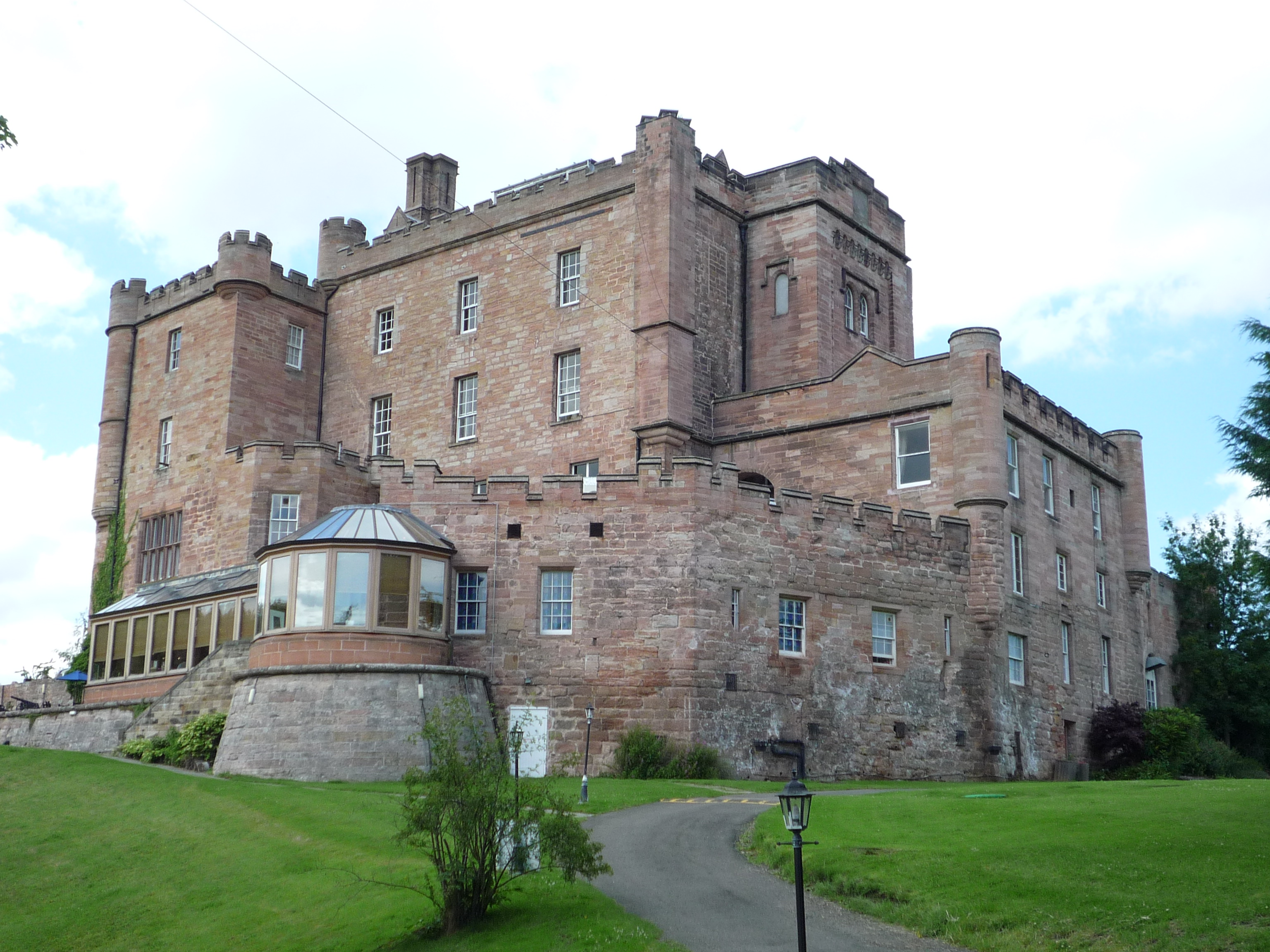
Замок Далхаузі.

Клан Рамсей (шотл. — Clan Ramsay) — один з кланів рівнинної частини Шотландії — Лоулендсу.
Гасло клану: Ora et labora — Молись і працюй (лат.)
Землі клану: Мідлотіан
Символ клану: квітка дзвоників синіх (Campanula rotundifolia)
Вождь клану: Високоповажний Джеймс Губерт Рамсей — XVII граф Далхаузі
Резиденція вождя клану: Замок Брехін
Історична резиденція вождя клану: Замок Далхаузі
Ворожі клани: Дуглас

## Історія клану Рамсей

### Походження клану Рамсей
В XI столітті символом абатства Хантінгдон була вівця серед морських хвиль.
Клан Рамсей має нормандське походження. На Британські острови предки клану Рамсей переселились разом з королем Вільгельмом Завойовником і осіли на деякий час в Англії. У 1124 році короля Шотландії Девіда І супроводжував в Шотландію граф Хантінгдон разом з чисельними загонами нормандської шляхти, які потім осіли в Шотландії і отримали за службу в нагороду землі. Серед цих шляхтичів був і Симон Рамсей (пом. у 1196 році). Він отримав землі в Мідлотіані від короля Шотландії Девіда І у 1140 році. Потім він згадується в королівській грамоті як свідок щодо земельної власності монахів абатства Холіруд у 1140 році. Назва клану Рамсей походить від давнього норманського слова Рамс-Ейя (Hraems-øya). У перекладі з мови норрен-тунга (norraen tunga) це слово означає «Острів круків». Тому геральдисти досі сперечаються — що зображено на гербі вождів клану Рамсей, що представляє собою «Чорний птах Рамсей» — крука чи орла.

### XIII століття— виникнення гілок клану
У XIII столітті виникло п'ять основних гілок клану Рамсей: Рамсей Далхаузі, Рамсей Автерхаус, Рамсей Банфф, Рамсей Форфар, Рамсей Клатто. У 1255 році в часи правління короля Шотландії Олександра III Вільям де Рамсей Далхаузі входив до королівської державної ради.

### XIV століття— війна за незалежність Шотландії
У 1296 році король Англії Едвард І Довгоногий, користуючись тим, що трон Шотландії лишився порожнім, захопив Шотландію і примусив вождів шотландських кланів присягнути йому на вірність і підписати відповідний документ — «Рагман Роллс». У цьому документі згадується і вождь клану Рамсей — Вільям Рамсей. Через кілька років спалахнуло повстання за незалежність Шотландії. До повстанців приєднався і вождь клану Рамсей та весь його клан. Вільям Рамсей підтримав майбутнього короля вільної Шотландії Роберта Брюса. Вільям Рамсей надіслав військову допомогу «Чорній Агнесі» — графині Данбар, коли вона відважно обороняла замок, який штурмували англійські війська. Вільям Рамсей був серед тих, хто підписав декларацію Арброат про незалежність Шотландії. Вільям Рамсей мав двох синів — Вільяма та Олександра. Олександр Рамсей став відомим лицарем і в 1342 році він став шерифом Тевіотдейл. Але на цю посаду і на ці землі претендував клан Дуглас. Це стало причиною ворожнечі між кланами Рамсей та Дуглас. Лорд Ліддесдейл захопив в полон Олександра Рамсея і кинув його за ґрати в замку Ермітаж, де його замордували голодом до смерті. Брат Олександра Рамсей — Вільям Рамсей потрапив в полон до англійців під час битви під Невілл Крос. Він вижив у полоні і пізніше розповів про події навколо клану Рамсей.
У 1400 року ще один сер Олександр Рамсей обороняв замок Далхаузі під час війни з англійцями. Оборонці замку витримали всі атаки, штурми та облогу і англійці змушені були відступити.

### XV—XVI століття— англо-шотландські війни
У XV—XVI століттях клан Рамсей був типовим кланом Шотландського Прикордоння. Клан захищав кордон Шотландії від нападів англійців і робив рейди на землі Англії з метою захоплення здобичі. У 1513 році під час чергової англо-шотландської війни, нащадок сера Олександра — інший Олександр Рамсей був убитий в битві під Флодден. Замок Далхаузі потім перейшов у власність його сина Нікола, що був упередженим прихильником королеви Шотландії Марії Стюарт. Після того як королева Марія Стюарт була скинута з трону і розбита, вождь клану Рамсей визнав королем Шотландії Джеймса VI. Пізніше клан Рамсей був нагороджений за порятунок життя короля.
Один з онуків Нікола Рамсея — Джон Рамсей у 1600 році убив Рутвена — графа Говрі та його брата, які нібито намагалися викрасти короля. Ця подія ввійшла в історію як «розкриття змови Говрі». Король дарував Джону Рамсею титул графа Холдернесс. Це королю зовсім нічого не коштувало.

### XVII століття— громадянська війна на Британських островах
У 1618 році брат графа Холдернесс — Джордж Рамсей отримав титул лорда Рамсей. Його старший син — Вільям Рамсей виступав проти релігійної політики короля Англії та Шотландії Карла I. Під час громадянської війни на Британських островах Вільям Рамсей підняв полк кавалерії і брав участь в битві під Марстон-Мур. Він був в армії сера Девіда Леслі під час битви під Філіфау, де був розгромлений рояліст маркіз Монтроз.
Вождь клану Рамсей отримав титул графа Далхаузі в 1633 році.
У 1666 році сер Гілберт Рамсей Банф, що походив від Нейса де Рамсей — лікаря короля Шотландії Олександра II у 1232, отримав титул баронета Нової Шотландії.

### XVIII—XIX століття
Вожді клану Рамсей брали участь у всіх військових кампаніях XVIII—XIX століть на континенті, в Канаді, і в Індії. Джордж Рамсей — ІХ граф Далхаузі служив генерал-губернатором Британської Північної Америки з 1819 до 1828 року. Він був також верховним головнокомандуючим британських військ в Індії з 1829 по 1832 рік. Його син — Джеймс Броун-Рамсей — І маркіз Далхаузі служив на посаді генерал-губернатора Індії з 1847 по 1856 рік, а в 1849 році він отримав титул маркіза Далхаузі, але цей титул помер разом з ним у 1860 році. Але титул графа перейшов до двоюрідного брата, від якого походить нинішній граф Далхаузі.
Інші гілки клану також мали видатних людей. Олександр Рамсей — молодший син Артура Джорджа Маула Рамсея — XIV граф Далхаузі одружився з Патрицією Коннаутською — онукою королеви Вікторії. Їхній син — Олександр Рамсей Мар і його дружина — леді Салтаун — вождь клану Фрейзер, є членами королівської сім'ї за особистим бажанням королеви.
Сер Джон Рамсей Балмайн отримав титул лорда Босуелл у 1485 році. Але його титул був анульований за «державну зраду» в 1488 році, а пізніше цей титул перейшов до клану Гепберн. Вожді гілки Рамсей Балмайн отримали титул баронета в 1625 році, а потім знову в 1806 році.

## Рамсей Банфф
Гілка клану Рамсей Банфф жила в Пертширі. Ця гілка походить від Нейла де Рамсея, особистого лікаря короля Шотландії Олександра II, що жив близько 1232 року. До нашого часу дійшло дуже мало інформації про історії гілки Рамсей Банфф. Сер Гіилберт Рамсей Банфф отримав титул баронета Нової Шотландії за героїзм під час битві під Пентланд у 1666 році. Ця гілка клану розселилась крім Пертширу в Ангусі та Кінкардіні. Деякі люди з цієї гілки клану під час повстання якобітів воювали у складі полку Огілві в 1745 році. У 1790 році VI баронет Рамсей Банфф був вбитий на дуелі з капітаном МакРеєм Холмейнс у Массельбергу.

## Клан Рамсей у Файфі
У графстві Файф клан Рамсей володів землями з часів короля Шотландії Девіда II. Король Роберт II передав частину баронства Леухарс серу Олександру Рамсею, дочка та спадкоємиця передала ці землі гілці Рамсей Коллаті. Сер Вільям Рамсей Коллаті в 1346 році взяв участь у битві під Дархем (Durham). У 1356 році він брав участь у Сторічній війні і воював на стороні короля Франції, брав участь у битві під Пуатьє (Poitiers). У тому ж році Вільям Рамсей Коллаті одружився з Ізабеллою — графинею Файф, спадкоємицею клану МакДафф. У 1358 році король Шотландії Девід II дарував йому титул графа Файф. Але, після смерті графа Вільяма прямих спадкоємців не було, його землі успадкували далекі родичі, а титул перейшов до корони.

## Люди клану Рамсей у Швеції, Фінляндії та Росії
Джон Рамсей (пом. 1649) переселився в 1577 році з Шотландії в Швецію, де отримав шляхетний індігенат. Його нащадок Андерс-Едвард Рамзай (1799—1877) опинився на території Російської імперії, він став генерал-ад'ютантом, ввійшов до державної та військової ради імперії, отримав у 1856 році титул барона Великого Князівства Фінляндського. Його старший син — Георгій (1834—1918) — барон, флігель-ад'ютант, генерал від інфантерії, командир 3-го стрілецького батальйону Лейб-гвардійського Фінляндського полку брав участь у Російсько-турецькій війні 1877—1878 років. За гілкою клану Рамсей, які жили в Російській імперії закріпилось прізвище Рамзай.
Рід Рамзай 8 листопада 1857 року був внесений до мартикула Лицарського Ордену Великого Князівства Фінляндського, до числа баронів.
З клану Рамсей походять графи де Бальмен, що колись теж жили в Російській імперії.

## Відомі люди клану Рамсей
Не тільки війна була покликанням вождів клану Рамсей. Ендрю Рамсей, більш відомий як шевальє де Рамсей, покинув Шотландію і переїхав до Франції в 1708 році. Він став відомим вченим і став наставником принца де Тюренна. Король Франції призначив його кавалером ордена Святого Лазаря, і деякий час він був наставником обох лідерів якобітів та претендентів на трон Шотландії — «самозванців» — Чарльза Едварда Стюарта і Генрі Бенедикта Стюарта. Аллан Рамсей був видатним поетом XVIII століття. Його син став видатним портретистом, вони споріднені з лайрдами клану Кокпен. Раймонд Рамсей був відомим істориком XX століття. Раймонд Рамсей народився в Манідобі (Канада), він є автором низки наукових праць про вікінгів — першовідкривачів Америки. Він писав про землі відкриті вікінгами — «Вінланд», «Норумбега» та інші, що були насправді частиною Америки, до якої допливли вікінги. У 1972 році замок Далхаузі був перетворений на готель, резиденція вождів клану перемістилась в замок Брехін, що а Ангусі.
Генерал Джордж Дуглас Рамсей (1802—1882) служив в армії північан під час Громадянської війни в США.
Вільям Рамсей (1852—1916) — шотландський хімік, лауреат Нобелівської премії. Він відкрив інертні гази.
На початку XX століття священик Едвард Баннерман Рамсей (більш відомий як Дін Рамсей) та Генрі Керр опублікували монументальну працю «Спогади про шотландський характер та спосіб життя» (Reminiscences of Scottish life & character. Edinburgh, 1908).
У 1961—1974 роках Артур-Майкл Рамсей був 100-м архієпископом Кентерберійським.

## Гілки клану Рамсей
- Рамсей Далхаузі
- Рамсей Автерхаус
- Рамсей Банфф
- Рамсей Форфар
- Рамсей Клатто